# Johan Borgen
Johan Collett Müller Borgen (født 28. april 1902, død 16. oktober 1979) var en norsk forfatter, journalist og kritiker. Han modtog i 1967 Nordisk Råds litteraturpris for novellesamlingen Nye noveller (1965). Borgen skrev også romanen Lillelord, der udkom i 1955 og som er en del af en trilogi. Han blev nomineret til Nobelprisen i litteratur i 1966.

## Liv og karriere
Johan Borgen voksede op hos en velhavende familie nær Oslo. Han tog studentereksamen i 1920, og i 1923 fik Borgen en deltidsstilling som journalist i avisen Dagbladet. Han debuterede som forfatter i 1925 med novellesamlingen Mot mørket. Borgen interesserede sig for udenlandsk litteratur, og i 1930'erne arbejdede han som oversætter ved siden af arbejdet som forfatter. Her oversatte han bøger fra forskellige sprog i en række genrer.
Borgen brugte pseudonymet Mumle-Gåsegg i tiden som klummeskribent for Dagbladet. Da Gyldendal i 1934 udgav eventyret De tre små grise, var det Borgen, der stod for den norske oversættelse. I publikationen er oversætteren angivet som Mumle-Gåsegg. Walt Disneys kortfilm med samme navn havde haft premiere året før, i 1933. Borgen brugte også sit alias under 2. verdenskrig. Han skrev ofte ironiske, nedsættende artikler om det nazistiske regime og holdt det i gang i lang tid uden at blive opdaget. Til sidst blev han alligevel arresteret og sendt til Grini fangelejr, men han lykkedes med at flygte.
Da Borgen var på fri fod igen, fortsatte han med at kritisere besættelsesmagten. Hans illegale arbejde blev hurtigt genopdaget, og han måtte flygte til Sverige. Efter Danmarks befrielse var han kortvarigt presseattaché i København. Ved krigens afslutning i 1945 arbejdede Borgen i en periode som redaktør for avisen Friheten, som var tilknyttet Norges Kommunistiske Parti. Hans mange boganmeldelser blev efterhånden udgivet i bogform. Med romanen Hvetebrødsdager (1948) fik Borgen et kunstnerisk gennembrud. Dette blev fulgt op af Romaner om kærlighed (1952) og Natt og dag (1954). Borgens selvbiografiske bog Lillelord (1955) er hans mest berømte bog. Den er den første i en trilogi, der også omfatter De mørke kilder (1956) og Vi har ham nå (1957).

## Privatliv
Johan Borgen var fra 1934 og frem til sin død gift med Annemarta Borgen, født Evjenth (1913-1988). Parret fik tre døtre, heriblandt Brett Borgen (1934-2014) og Ane Borgen (født 1938). Begge fulgte i deres fars fodspor. Sangerinden Iselin Alme (født 1957) er datter af Brett og er dermed barnebarn af Johan Borgen.
Borgen døde den 16. oktober 1979 i sit yndlingshjem Knatten, der er beliggende i Hvaler kommune. Efter sin kremering blev asken nedsat på husets grund. Borgens enke døde i 1988 og blev efterfølgende begravet ved siden af sin ægtemand.